# Кімберлі Інс
Кімберлі Інс (10 жовтня 2004) — гренадська плавчиня.
Учасниця Олімпійських Ігор 2020 року100 метрів на спині посіла 41-ше (останнє серед тих, що фінішували) й не потрапила до півфіналів.